# Charmentray
Charmentray est une commune française située dans le département de Seine-et-Marne en région Île-de-France.

## Géographie

### Localisation
Charmentray est situé à 9,5 km à l'ouest de Meaux.

### Communes limitrophes
| Charny            | Villeroy        |            |
|                   | Charmentray     | Trilbardou |
| Fresnes-sur-Marne | Précy-sur-Marne |            |

### Hydrographie

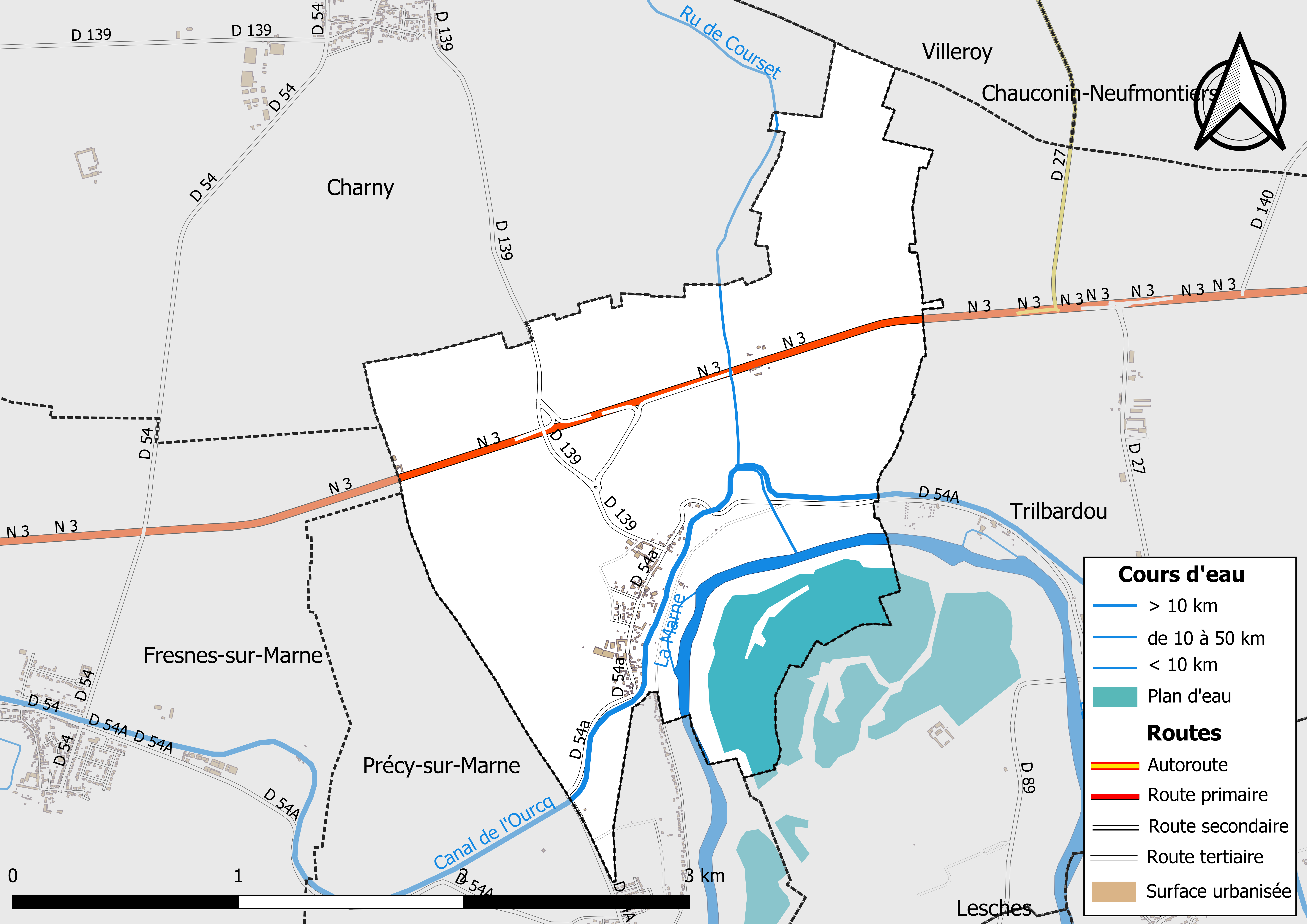
Carte des réseaux hydrographique et routier de Charmentray.

Le réseau hydrographique de la commune se compose de quatre cours d'eau référencés :
- la rivière la Marne, longue de 514,26 km[1], principal affluent de la Seine, ainsi que :
  - un bras de 0,53 km[2] ;
  - le ru de Courset, long de 6,78 km[3], affluent de la Marne ;
- le canal de l'Ourcq.

La longueur totale des cours d'eau sur la commune est de 6,02 km.

### Climat
Pour des articles plus généraux, voir Climat de l'Île-de-France et Climat de Seine-et-Marne.
En 2010, le climat de la commune est de type climat océanique dégradé des plaines du Centre et du Nord, selon une étude du CNRS s'appuyant sur une série de données couvrant la période 1971-2000. En 2020, Météo-France publie une typologie des climats de la France métropolitaine dans laquelle la commune est exposée à un climat océanique altéré et est dans la région climatique Nord-est du bassin Parisien, caractérisée par un ensoleillement médiocre, une pluviométrie moyenne régulièrement répartie au cours de l’année et un hiver froid (3 °C).
Pour la période 1971-2000, la température annuelle moyenne est de 11,4 °C, avec une amplitude thermique annuelle de 15,3 °C. Le cumul annuel moyen de précipitations est de 712 mm, avec 10,8 jours de précipitations en janvier et 7,9 jours en juillet. Pour la période 1991-2020, la température moyenne annuelle observée sur la station météorologique la plus proche, située sur la commune de Torcy à 14 km à vol d'oiseau, est de 12,1 °C et le cumul annuel moyen de précipitations est de 716,4 mm,. Pour l'avenir, les paramètres climatiques de la commune estimés pour 2050 selon différents scénarios d'émission de gaz à effet de serre sont consultables sur un site dédié publié par Météo-France en novembre 2022.

### Milieux naturels et biodiversité

#### Espaces protégés
La protection réglementaire est le mode d’intervention le plus fort pour préserver des espaces naturels remarquables et leur biodiversité associée,.
Un  espace protégé est présent sur la commune : 
le « plan d'eau des Olivettes », objet d'un arrêté préfectoral de protection de biotope, d'une superficie de 131 ha.

#### Réseau Natura 2000

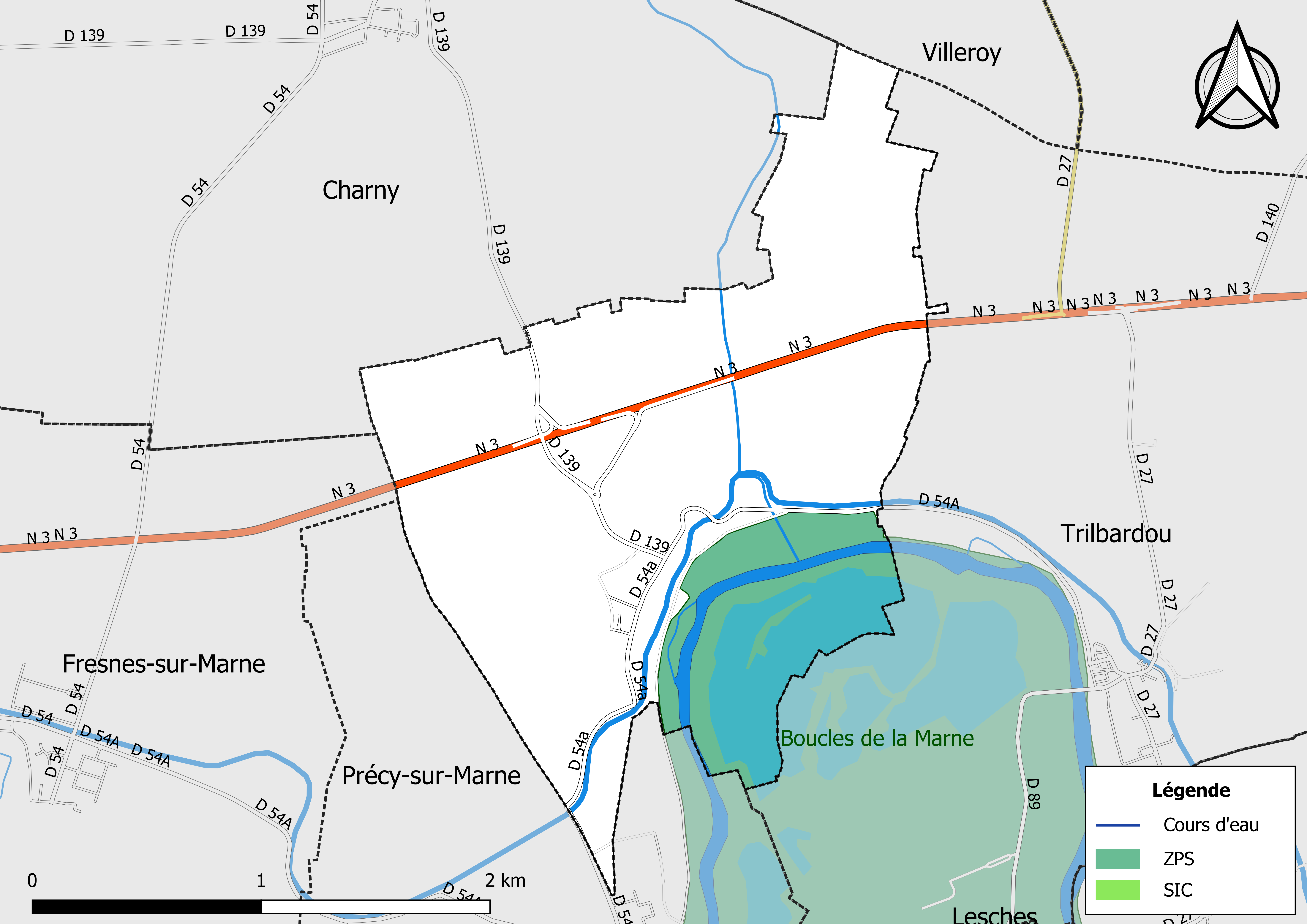
Sites Natura 2000 sur le territoire communal.

Le réseau Natura 2000 est un réseau écologique européen de sites naturels d’intérêt écologique élaboré à partir des Directives « Habitats » et « Oiseaux ». Ce réseau est constitué de Zones spéciales de conservation (ZSC) et de Zones de protection spéciale (ZPS). Dans les zones de ce réseau, les États Membres s'engagent à maintenir dans un état de conservation favorable les types d'habitats et d'espèces concernés, par le biais de mesures réglementaires, administratives ou contractuelles.
Un  site Natura 2000 a été défini sur la commune au titre de la « directive Oiseaux » : les « Boucles de la Marne », d'une superficie de 2 641 ha, un lieu refuge pour une population d’Œdicnèmes criards d’importance régionale qui subsiste malgré la détérioration des milieux,.

#### Zones naturelles d'intérêt écologique, faunistique et floristique
L’inventaire des zones naturelles d'intérêt écologique, faunistique et floristique (ZNIEFF) a pour objectif de réaliser une couverture des zones les plus intéressantes sur le plan écologique, essentiellement dans la perspective d’améliorer la connaissance du patrimoine naturel national et de fournir aux différents décideurs un outil d’aide à la prise en compte de l’environnement dans l’aménagement du territoire.
Le territoire communal de Charmentray comprend une ZNIEFF de type 1,, 
les « plans d'eau de Trilbardou » (278,86 ha), couvrant 3 communes du département
, et un ZNIEFF de type 2,, 
la « vallée de la Marne de Coupvray à Pomponne » (3 619,57 ha), couvrant 17 communes du département.

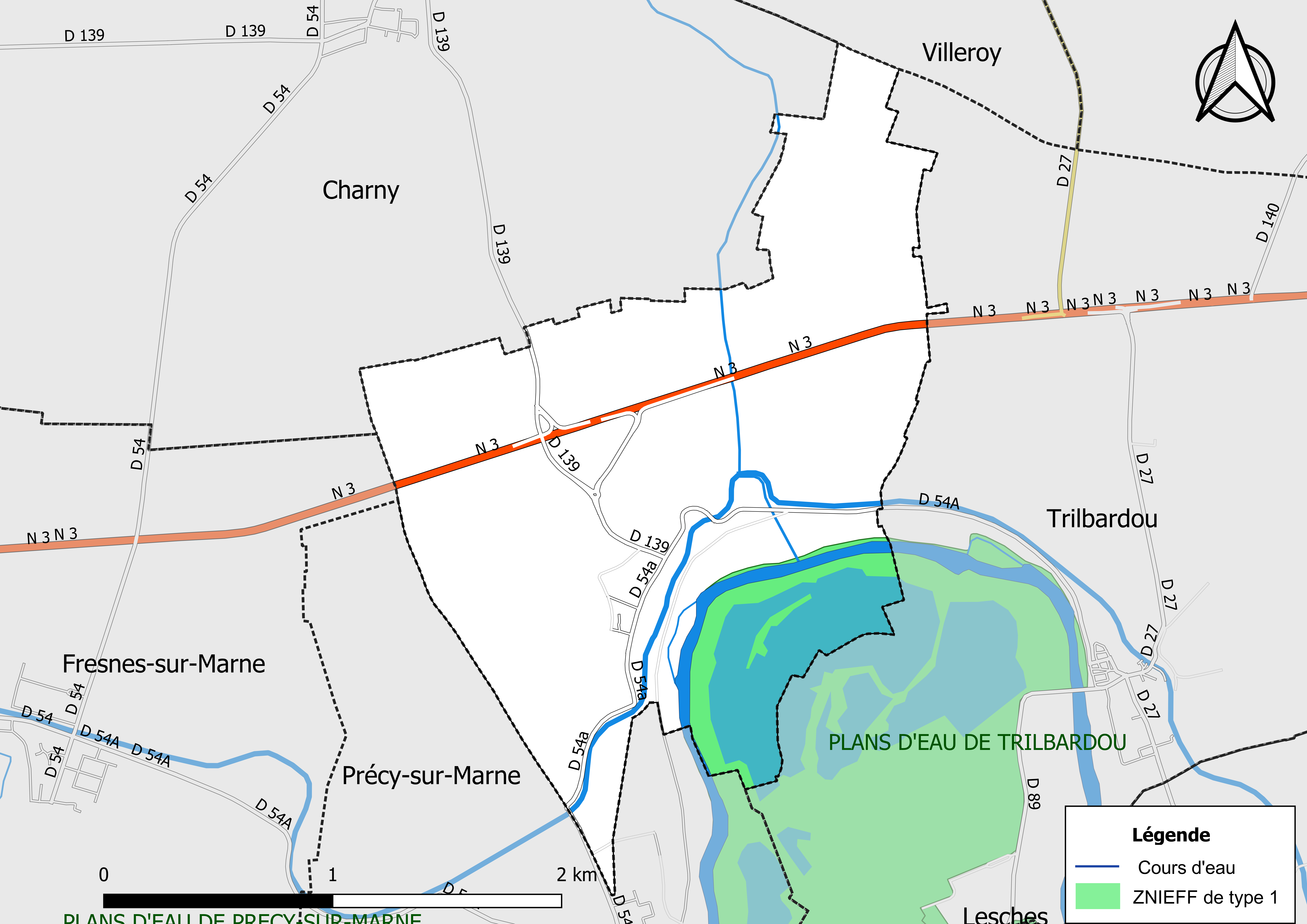
Carte des ZNIEFF de type 1 de la commune.
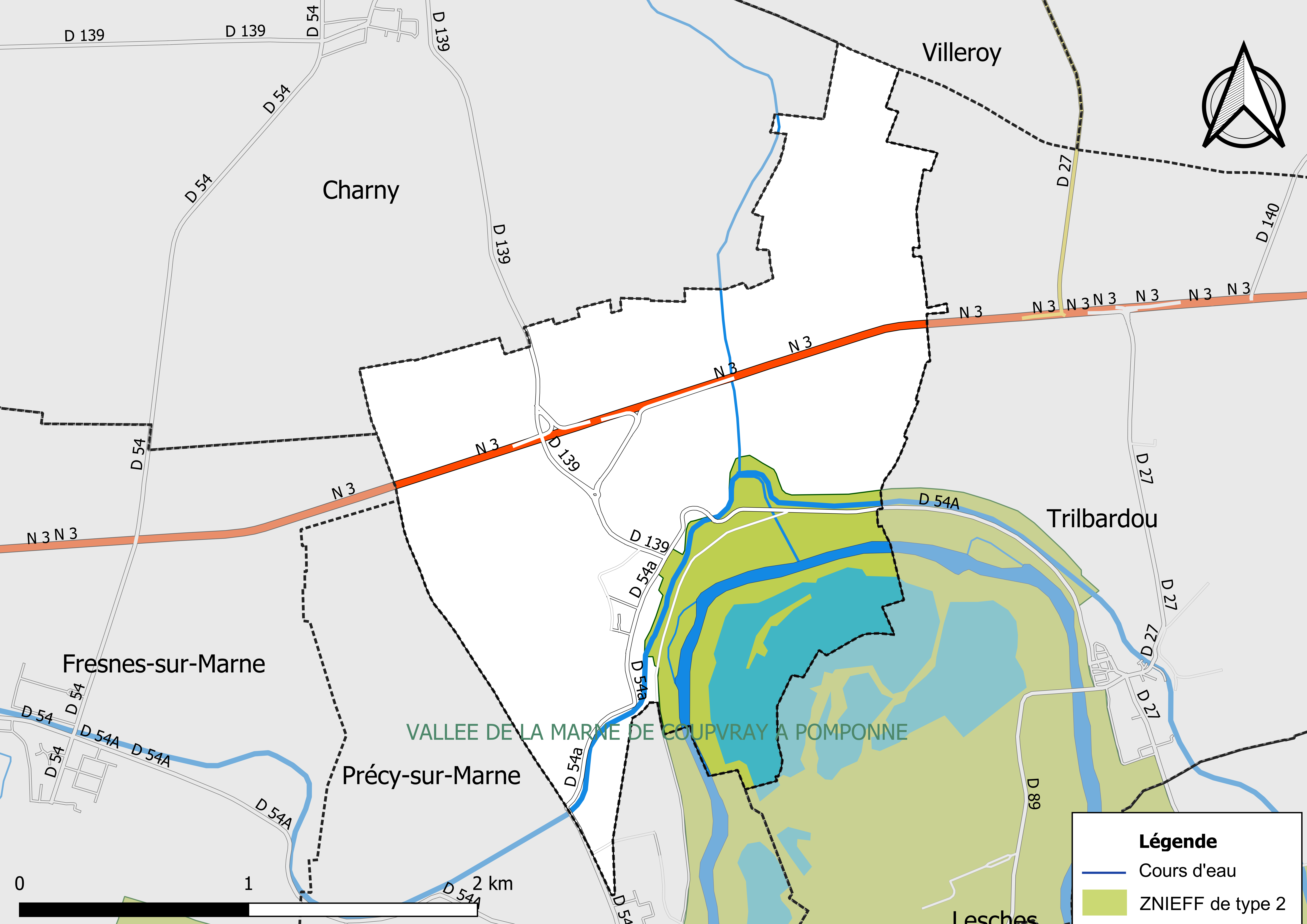
Carte des ZNIEFF de type 2 de la commune.

## Urbanisme

### Typologie
Au 1er janvier 2024, Charmentray est catégorisée commune rurale à habitat dispersé, selon la nouvelle grille communale de densité à sept niveaux définie par l'Insee en 2022.
Elle est située hors unité urbaine. Par ailleurs la commune fait partie de l'aire d'attraction de Paris, dont elle est une commune de la couronne,. Cette aire regroupe 1 929 communes,.

### Lieux-dits et écarts
La commune compte 32 lieux-dits administratifs répertoriés consultables ici (source : le fichier Fantoir).

### Occupation des sols
L'occupation des sols de la commune, telle qu'elle ressort de la base de données européenne d’occupation biophysique des sols Corine Land Cover (CLC), est marquée par l'importance des territoires agricoles (81,6 % en 2018), en diminution par rapport à 1990 (82,4 %). La répartition détaillée en 2018 est la suivante : 
terres arables (81,6% ), eaux continentales (12% ), zones urbanisées (6,4 %).
Parallèlement, L'Institut Paris Région, agence d'urbanisme de la région Île-de-France, a mis en place un inventaire numérique de l'occupation du sol de l'Île-de-France, dénommé le MOS (Mode d'occupation du sol), actualisé régulièrement depuis sa première édition en 1982. Réalisé à partir de photos aériennes, le Mos distingue les espaces naturels, agricoles et forestiers mais aussi les espaces urbains (habitat, infrastructures, équipements, activités économiques, etc.) selon une classification pouvant aller jusqu'à 81 postes, différente de celle de Corine Land Cover,,. L'Institut met également à disposition des outils permettant de visualiser par photo aérienne l'évolution de l'occupation des sols de la commune entre 1949 et 2018.

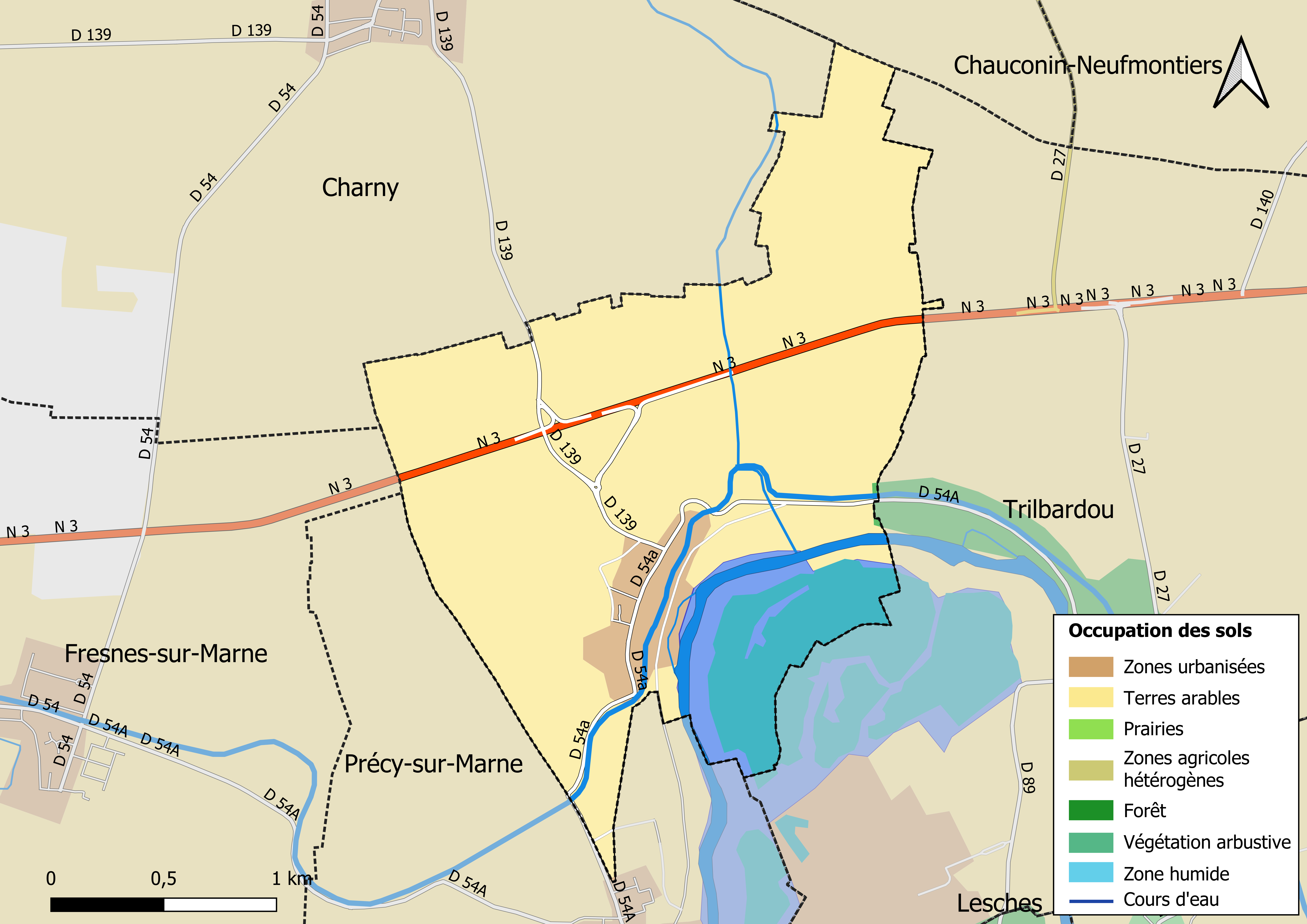
Carte des infrastructures et de l'occupation des sols en 2018 (CLC) de la commune.
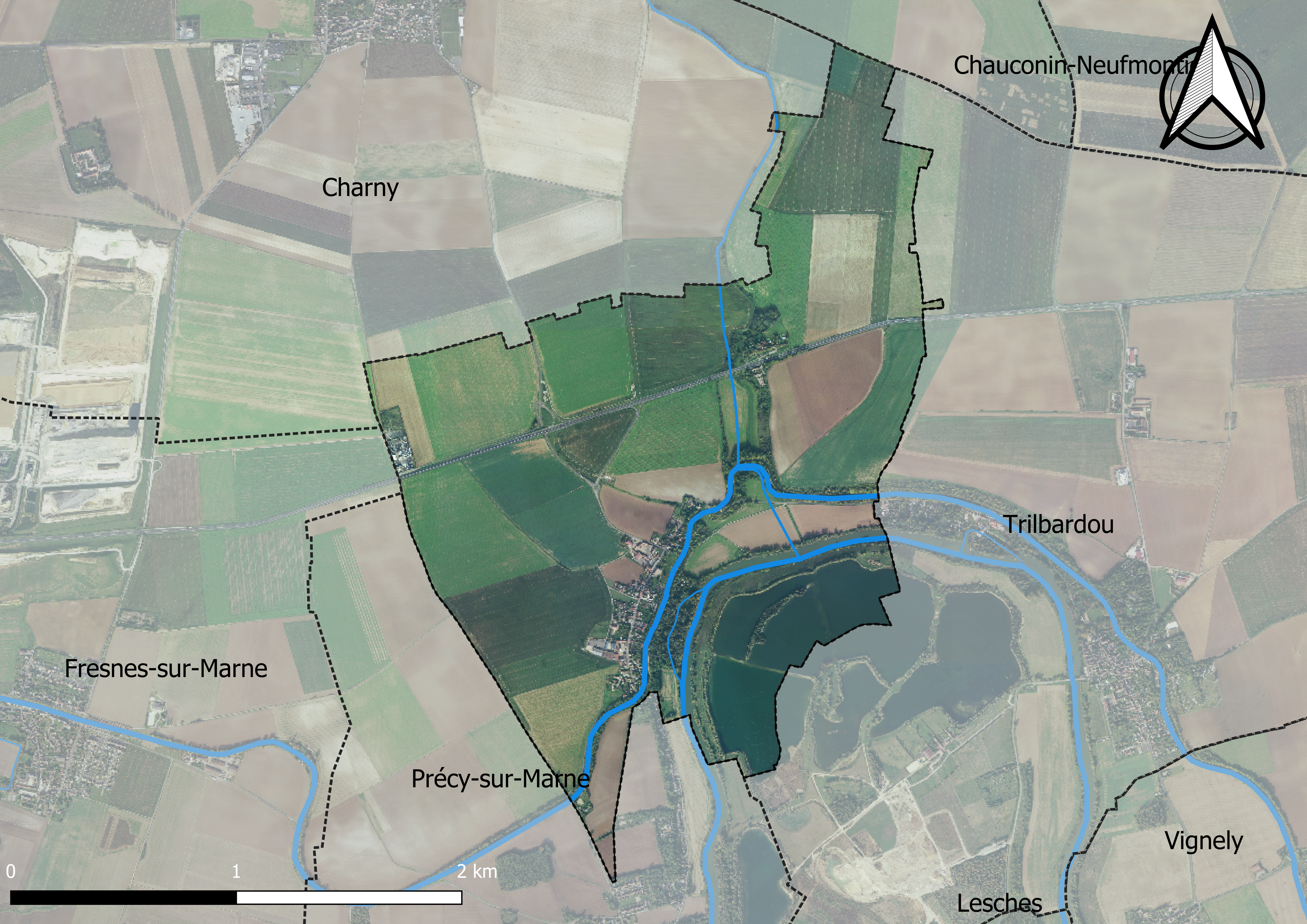
Carte orhophotogrammétrique de la commune.

### Planification
La loi SRU du 13 décembre 2000 a incité les communes à se regrouper au sein d’un établissement public, pour déterminer les partis d’aménagement de l’espace au sein d’un SCoT, un document d’orientation stratégique des politiques publiques à une grande échelle et à un horizon de 20 ans et s'imposant aux documents d'urbanisme locaux, les PLU (Plan local d'urbanisme). La commune est dans le territoire du SCOT Roissy Pays de France, approuvé le 19 décembre 2019 et porté par la communauté d’agglomération Roissy Pays de France.
La commune disposait en 2019 d'un plan local d'urbanisme en révision. Le zonage réglementaire et le règlement associé peuvent être consultés sur le Géoportail de l'urbanisme.

### Logement
En 2016, le nombre total de logements dans la commune était de 111 dont 81,6 % de maisons et 16,6 % d'appartements.
Parmi ces logements, 92,8 % étaient des résidences principales, 1 % des résidences secondaires et 6,2 % des logements vacants.
La part des ménages fiscaux propriétaires de leur résidence principale s'élevait à 70,1 % contre 23,4 % de locataires et 6,5 % logés gratuitement.

### Voies de communication et transports

#### Transports
La commune est desservie par la ligne d'autocars  No 9 (Meaux – Mitry-Mory) du réseau de bus Roissy Est.

## Toponymie
La commune a été mentionnée au Xe siècle sous le nom de Carmentundis vers 940 ; puis sous les formes Carmentriacum vers 1070 ; Charmentri en 1217 ; Charmentroiacum en 1222 ; Terra de Charmentreio en 1223 ; Charmentré en 1246 ; O. de Charmentario en 1256 ; Charmetreium en 1273 ; Charmenterium en 1291 ; Chermentré au XIIIe siècle ; Charmentreyum en 1307 ; Charmentière en 1338 ; Chiermentré en 1418 ; Charmentrel en 1505 ; Charmentrey en 1514 ; Charmentré en France en 1540 ; Charmantré en 1569 ; Charmenteray en 1584 ; Charmantray en Brieau XVIIIe siècle,.
Ce toponyme provient de l'agglutination du nom de personne gallo-romain carmentirus et du suffixe acum qui signifie : la « terre de carmentirus », du nom de la divinité gallo-romaine carmentis.

## Histoire
D'après la tradition, un jeune prince mérovingien, peut-être l’un des fils du roi Chilpéric, est retrouvé mort, vers 570, près de la Marne, sans que la cause du décès, noyade, accident ou règlement de comptes, soit élucidée. À l’emplacement de sa sépulture est élevée une première église dédiée à saint Symphorien. Disparue depuis, elle figure toutefois sur la carte de Cassini, à la fin du XVIIe siècle. À deux reprises, en 862 et en 888, des Normands, qui, sur leurs drakkars, remontent la Marne vers Meaux, dévastent le village. Des armes attestant leur passage sont mises au jour, en 1845, à l’occasion des travaux de percement du canal de l’Ourcq. À la fin du XIe siècle, en 1085, Oger, seigneur de Charmentray abandonne sa terre à l’abbaye de Saint-Faron de Meaux, alors qu’il y entre comme moine. Le fief figure dans les possessions du monastère jusqu’à la Révolution et attaché, un certain temps, à la fonction de trésorier, il est souvent désigné sous le nom de « trésorerie ». Depuis le Moyen Âge, une source, la « fontaine Sainte-Geneviève », est le but de processions auxquelles les enfants coquelucheux sont conduits pour obtenir leur guérison. Le dernier pèlerinage aurait eu lieu en 1863.
À partir de 1420 jusqu'au début du XIXe siècle, les Courtier, descendants d'Oger, famille de laboureurs installée dans la région de Meaux, tiennent la ferme de Charmentray.
L’un des membres de cette famille, Éléonore-Ambroise Courtier de Charmentray, né en 1772, effectue une brillante carrière militaire. Commandant de la garde nationale locale en 1790, il sert dans l’armée de Sambre et Meuse sous la 1re République, dans les armées de Hollande, de Vendée et surtout dans la Grande Armée pendant le Consulat et l’Empire. Il franchit tous les grades jusqu’à celui de colonel, que lui confère Napoléon en 1813. Il se retire en « demi-solde » à Charmentray après la bataille de Waterloo, où deux chevaux sont tués sous lui. En 1818, Louis XVIII lui confie à nouveau un commandement et le nomme « maréchal de camp ». En 1826, Charles X le fait baron, en remerciement de sa participation à la guerre menée en Espagne.

## Politique et administration

### Tendances politiques et résultats

#### Élections nationales
- Élection présidentielle de 2017[52]: 30,10% pour Emmanuel Macron (REM), 33,67% pour Marine Le Pen (FN), 75,51 % de participation.

### Liste des maires
| Période                                  | Période  | Identité        | Étiquette | Qualité     |
| ---------------------------------------- | -------- | --------------- | --------- | ----------- |
| Les données manquantes sont à compléter. |          |                 |           |             |
| 4 mai 1974                               | 2014     | Henri Lenfant   |           |             |
| 2014                                     | En cours | Bernard Lenfant |           | Agriculteur |

## Équipements et services

### Eau et assainissement
L’organisation de la distribution de l’eau potable, de la collecte et du traitement des eaux usées et pluviales relève des communes. La loi NOTRe de 2015 a accru le rôle des EPCI à fiscalité propre en leur transférant cette compétence. Ce transfert devait en principe être effectif au 1er janvier 2020, mais la loi Ferrand-Fesneau du 3 août 2018 a introduit la possibilité d’un report de ce transfert au 1er janvier 2026,.

#### Assainissement des eaux usées
En 2020, la gestion du service d'assainissement collectif de la commune de Charmentray est assurée par la communauté de communes Plaines et monts de France (CCPMF) pour la collecte et,,.
L’assainissement non collectif (ANC) désigne les installations individuelles de traitement des eaux domestiques qui ne sont pas desservies par un réseau public de collecte des eaux usées et qui doivent en conséquence traiter elles-mêmes leurs eaux usées avant de les rejeter dans le milieu naturel. La communauté de communes Plaines et monts de France (CCPMF) assure pour le compte de la commune le service public d'assainissement non collectif (SPANC), qui a pour mission de vérifier la bonne exécution des travaux de réalisation et de réhabilitation, ainsi que le bon fonctionnement et l’entretien des installations,.

#### Eau potable
En 2020, l'alimentation en eau potable est assurée par le SMAEP de Thérouanne, Marne et Morin (TMM) qui en a délégué la gestion à la SAUR, dont le contrat expire le 31 mars 2023,,.
Les nappes de Beauce et du Champigny sont classées en zone de répartition des eaux (ZRE), signifiant un déséquilibre entre les besoins en eau et la ressource disponible. Le changement climatique est susceptible d’aggraver ce déséquilibre. Ainsi afin de renforcer la garantie d’une distribution d’une eau de qualité en permanence sur le territoire du département, le troisième Plan départemental de l’eau signé, le 3 octobre 2017, contient un plan d’actions afin d’assurer avec priorisation la sécurisation de l’alimentation en eau potable des Seine-et-Marnais. A cette fin a été préparé et publié en décembre 2020 un schéma départemental d’alimentation en eau potable de secours dans lequel huit secteurs prioritaires sont définis. La commune fait partie du secteur Meaux.

## Population et société

### Démographie
L'évolution du nombre d'habitants est connue à travers les recensements de la population effectués dans la commune depuis 1793. Pour les communes de moins de 10 000 habitants, une enquête de recensement portant sur toute la population est réalisée tous les cinq ans, les populations de référence des années intermédiaires étant quant à elles estimées par interpolation ou extrapolation. Pour la commune, le premier recensement exhaustif entrant dans le cadre du nouveau dispositif a été réalisé en 2007.

En 2022, la commune comptait 294 habitants, en évolution de +5,76 % par rapport à 2016 (Seine-et-Marne : +3,92 %, France hors Mayotte : +2,11 %).
| 1793 | 1800 | 1806 | 1821 | 1831 | 1836 | 1841 | 1846 | 1851 |
| ---- | ---- | ---- | ---- | ---- | ---- | ---- | ---- | ---- |
| 223  | 243  | 219  | 214  | 216  | 205  | 208  | 200  | 212  |

| 1856 | 1861 | 1866 | 1872 | 1876 | 1881 | 1886 | 1891 | 1896 |
| ---- | ---- | ---- | ---- | ---- | ---- | ---- | ---- | ---- |
| 213  | 219  | 197  | 174  | 170  | 169  | 164  | 196  | 209  |

| 1901 | 1906 | 1911 | 1921 | 1926 | 1931 | 1936 | 1946 | 1954 |
| ---- | ---- | ---- | ---- | ---- | ---- | ---- | ---- | ---- |
| 216  | 229  | 215  | 162  | 153  | 143  | 154  | 147  | 127  |

| 1962 | 1968 | 1975 | 1982 | 1990 | 1999 | 2006 | 2007 | 2012 |
| ---- | ---- | ---- | ---- | ---- | ---- | ---- | ---- | ---- |
| 133  | 135  | 148  | 190  | 236  | 234  | 255  | 258  | 270  |

| 2017 | 2022 | - | - | - | - | - | - | - |
| ---- | ---- | - | - | - | - | - | - | - |
| 289  | 294  | - | - | - | - | - | - | - |

### Manifestations culturelles et festivités
- La Fête de l'oignon (vers septembre).
- La Kermesse (vers mai/juin).

## Économie

### Revenus de la population et fiscalité
En 2017, le nombre de ménages fiscaux de la commune était de 100, représentant 269 personnes et la  médiane du revenu disponible par unité de consommation  de 25 590 euros.

### Emploi
En 2017 , le nombre total d’emplois dans la zone était de 48, occupant 152 actifs  résidants.
Le taux d'activité de la population (actifs ayant un emploi) âgée de 15 à 64 ans s'élevait à 78,2 % contre un taux de chômage de 5,7 %.
Les 16,1 % d’inactifs se répartissent de la façon suivante : 8,8 % d’étudiants et stagiaires non rémunérés, 3,6 % de retraités ou préretraités et 3,6 % pour les autres inactifs.

### Entreprises et commerces
En 2015, le nombre d'établissements actifs était de 25 dont 4 dans l'agriculture-sylviculture-pêche, 3 dans la construction, 15 dans le commerce-transports-services divers et 3  étaient relatifs au secteur administratif.
Ces établissements ont pourvu 36 postes salariés.
- L'économie agricole de la commune se base essentiellement sur la production de céréales et de betteraves sucrières.

### Secteurs d'activité

#### Agriculture
Charmentray est dans la petite région agricole dénommée la « Goële et Multien », regroupant deux petites régions naturelles, respectivement la Goële et le pays de Meaux (Multien). En 2010, l'orientation technico-économique de l'agriculture sur la commune est diverses cultures (hors céréales et oléoprotéagineux, fleurs et fruits).
Si la productivité agricole de la Seine-et-Marne se situe dans le peloton de tête des départements français, le département enregistre un double phénomène de disparition des terres cultivables (près de 2 000 ha par an dans les années 1980, moins dans les années 2000) et de réduction d'environ 30 % du nombre d'agriculteurs dans les années 2010. Cette tendance se retrouve au niveau de la commune où le nombre d’exploitations est passé de 4 en 1988 à 2 en 2010. Parallèlement, la taille de ces exploitations augmente, passant de 126 ha en 1988 à 268 ha en 2010.
Le tableau ci-dessous présente les principales caractéristiques des exploitations agricoles de Charmentray, observées sur une période de 22 ans : 
|                                      | 1988 | 2000 | 2010 |
| ------------------------------------ | ---- | ---- | ---- |
| Dimension économique,                |      |      |      |
| Nombre d’exploitations (u)           | 4    | 3    | 2    |
| Travail (UTA)                        | 8    | 7    | 6    |
| Surface agricole utilisée (ha)       | 502  | 564  | 536  |
| Cultures                             |      |      |      |
| Terres labourables (ha)              | 455  | 564  | s    |
| Céréales (ha)                        | 261  | 316  | s    |
| dont blé tendre (ha)                 | 237  | 303  | s    |
| dont maïs-grain et maïs-semence (ha) | s    | s    |      |
| Tournesol (ha)                       | 50   | s    |      |
| Colza et navette (ha)                | s    | s    | s    |
| Élevage                              |      |      |      |
| Cheptel (UGBTA)                      | 0    | 0    | 0    |

## Culture locale et patrimoine

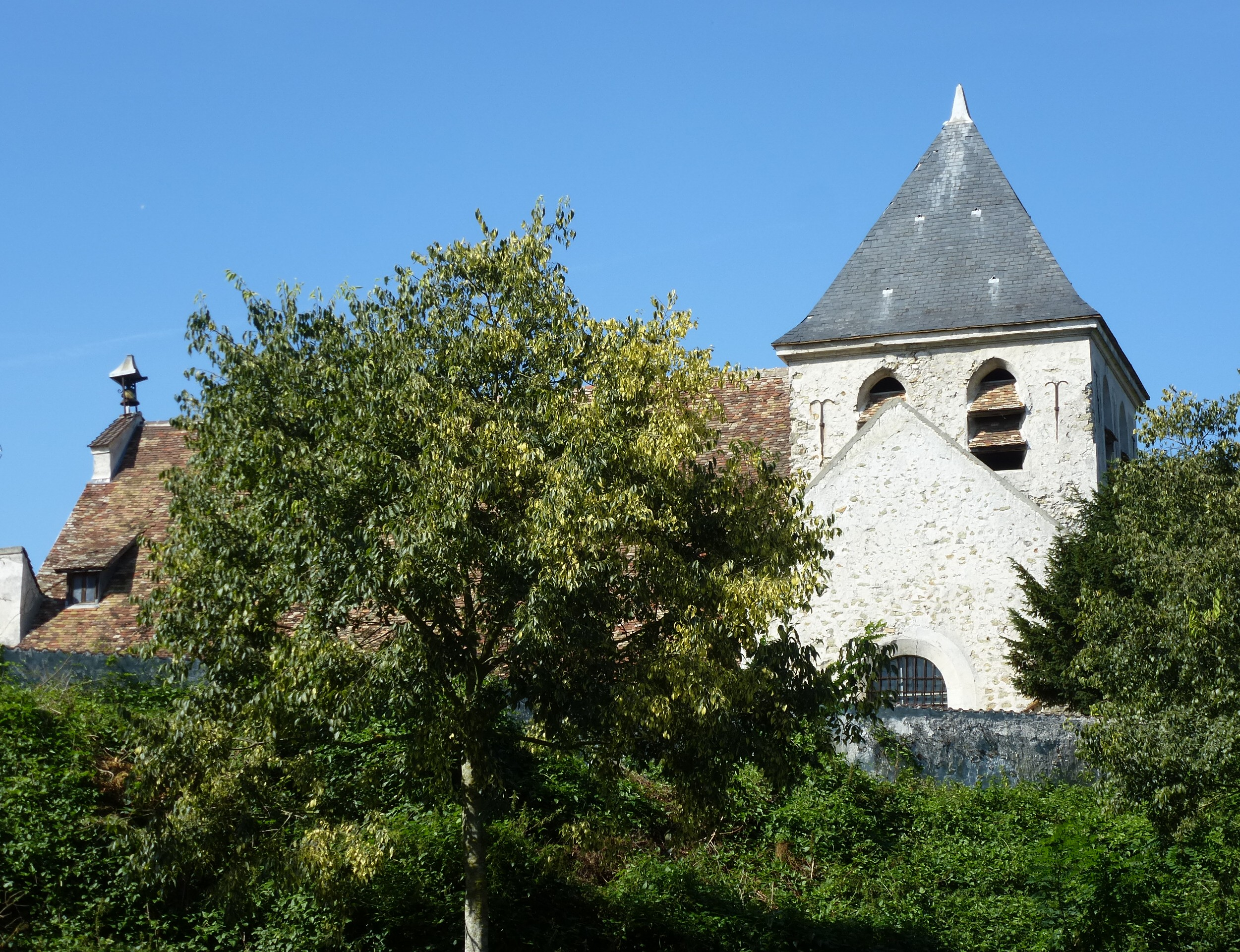
L'église de la Sainte-Trinité.

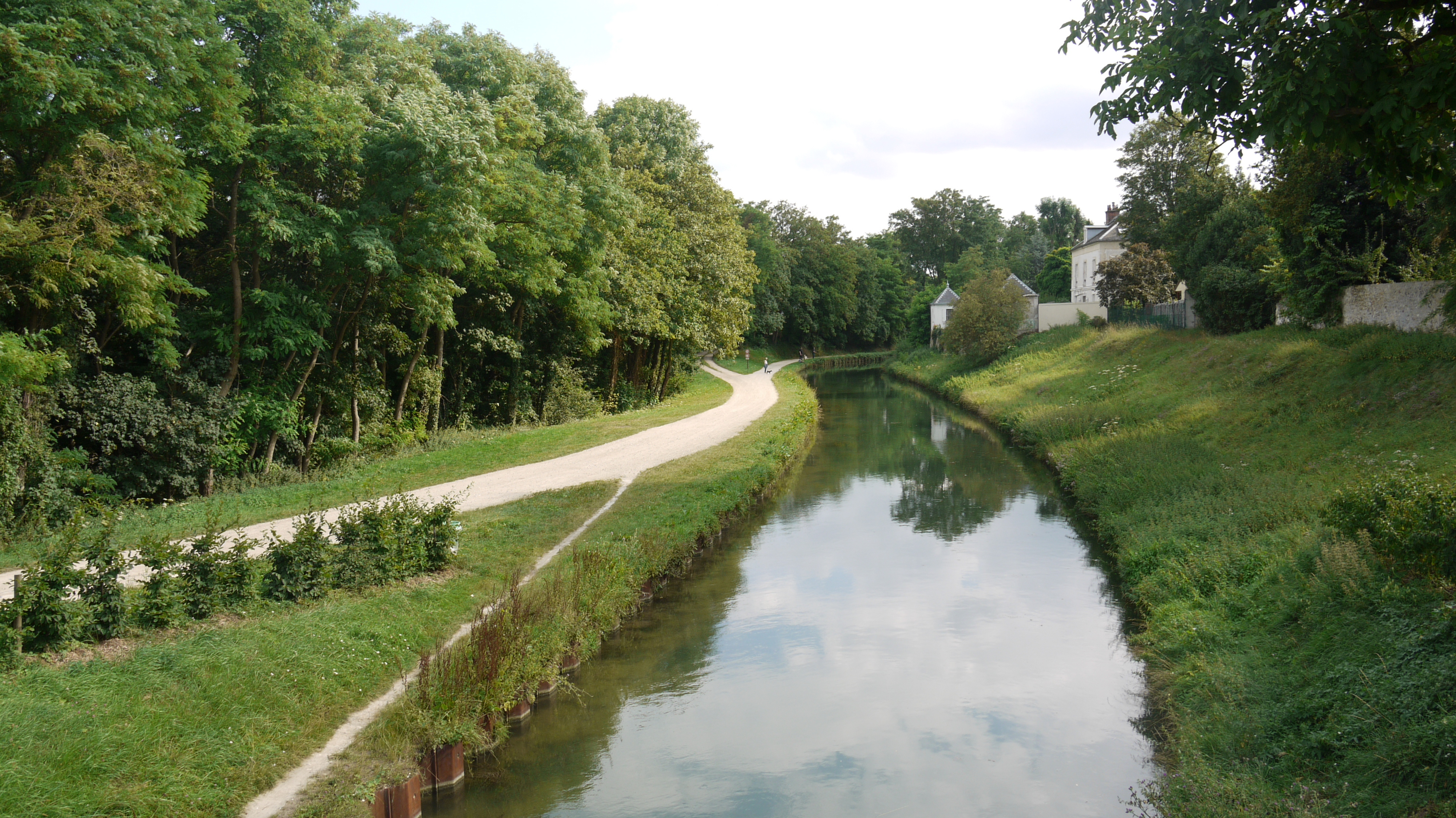
Le canal de l'Ourcq.

### Lieux et monuments
- L'église placée sous le vocable de la Sainte-Trinité, reconstruite au XVIIe siècle contient plusieurs éléments classés au titre d'objet dont le retable du maître-autel avec un tableau de Jean Bardin[74].
- Les berges du canal de l'Ourcq.
- La rivière la Marne.

### Personnalités liées à la commune
- Caroline-Eugénie Weber (1867-1945), actrice française a résidé de 1906 à sa mort dans la propriété des « Feuilles » au bord du canal de l'Ourcq.
- Jean Bardin (1732-1809), peintre français[51].

### Héraldique
| Blason de Charmentray | Blason  | De gueules à la barre d'or accompagnée d'un épi de blé en chef et d'une fleur de lis en pointe, le tout du même. |
| Blason de Charmentray | Détails | |